# Jerzy Zarzycki
Jerzy Zarzycki (Łódź, 11 gennaio 1911 – Varsavia, 2 gennaio 1971) è stato un regista e sceneggiatore polacco.
Ha diretto 24 film tra il 1931 e il 1970 e co-diretto il film del 1933 Morze, che è stato candidato per l'Oscar al miglior cortometraggio novità.

## Biografia
Figlio di Roman, Jerzy Zarzycki si è laureato all'Università di Varsavia.
Nel periodo tra le due guerre mondiali si è dedicato alla produzione cinematografica, e nel 1936 ha diretto il suo primo lungometraggio. Durante la rivolta di Varsavia, e utilizzando lo pseudonimo "Pik", è stato responsabile della produzione di cinegiornali insurrezionali. Ha collaborato con Stanisław Różewicz per i film Zdradzieckie serce (1947), Nawrócony (1948) e Miasto nieujarzmione (1950). Dal 1955 al 1961 è stato direttore artistico del gruppo cinematografico Syrena. È morto il 2 gennaio 1971 a Varsavia, ed è stato sepolto nel cimitero Powązki.

## Filmografia parziale

### Regista
- Ludzie Wisły (1938)
- Żołnierz królowej Madagaskaru (1939)
- Zdradzieckie serce (1947)
- Nawrócony (1948)
- Miasto nieujarzmione (1950)
- Uczta Baltazara (1954)
- Ziemia (1956)
- Zagubione uczucia (1957)
- Żołnierz królowej Madagaskaru (1958)
- Biały niedźwiedź (1959)
- Klub kawalerów (1962)
- Liczę na wasze grzechy (1963)
- Kochankowie z Marony (1966)
- To jest twój nowy syn (1967)
- Komedia z pomyłek (1967)
- Człowiek, który zdemoralizował Hadleyburg (1967)
- Zmartwychwstanie Offlanda (1967)
- Pogoń za Adamem (1970)